# José Domingo Ramírez Garrido

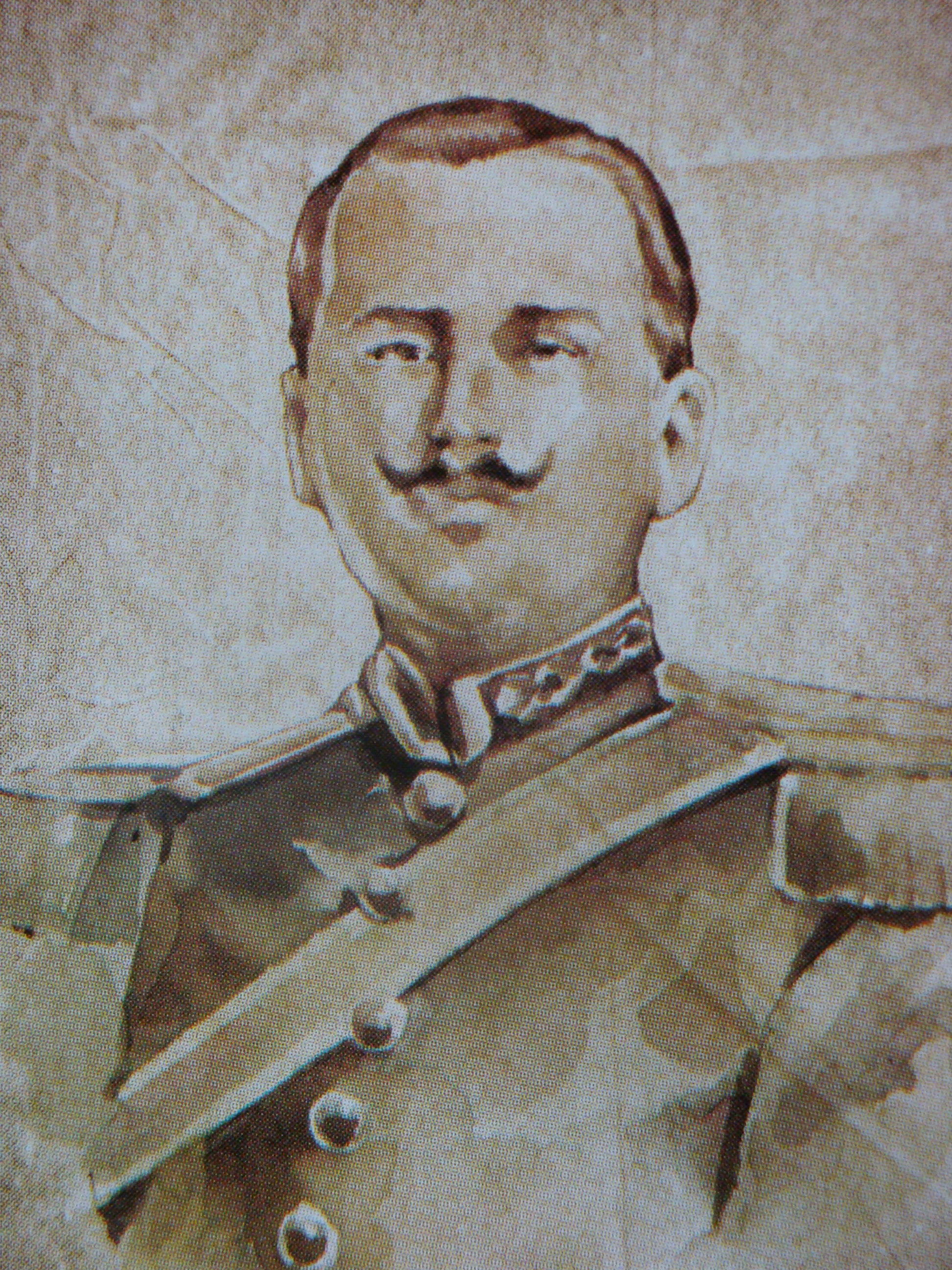
José Domingo Ramírez Garrido

José Domingo Ramírez Garrido (* 2. August 1888 auf der Hacienda "Buenavista" in Macuspana; † 13. Februar 1958 in Mexiko-Stadt) war ein mexikanischer Botschafter.

## Leben
Er besuchte Grundschulen in Palizada im Bundesstaat Campeche und Macuspana. 1908 wurde er an der Escuela Magistral de Esgrima y Gimnasia (Meisterschule für Fechten und Turnen) immatrikuliert.
In seiner Jugend war er Journalist und verlegte vierzehntäglich die Zeitschrift El Siglo Nuevo. Als Anhänger von Francisco Madero verlegte er 1910 die Zeitschrift "El Rebelde". Später wurde er stellvertretender Leiter der Zeitschrift "El Defensor del Pueblo" und prangerte dort die Planung des Staatsstreichs von Victoriano Huerta an. Diese Warnung wurde von der Regierung Madero nicht wahrgenommen, stattdessen wurde Huerta mit dem Oberbefehl über die Armee betraut. Nach Folter und Mord an Madero floh José Domingo Ramírez Garrido aus Mexiko-Stadt und schloss sich den aufständischen Truppen in Tabasco unter dem Kommando von General Carlos Greene an. Am 13. September 1919 wurde er im Rang eines Majors in die Truppen der Revolución Chontalpaneca in San Juan Bautista aufgenommen.
Die Rhetorik von José Domingo Ramírez Garrido wird als brillant beschrieben. Auch wird gesagt, er sei von echten revolutionären Überzeugungen beseelt gewesen. José Domingo Ramírez Garrido entwarf ein Dekret, das die Schuldknechtschaft abschaffte und von Gouverneur Luis Felipe Domínguez Suárez unterzeichnet wurde.
Er beteiligte sich am Aufstand gegen Álvaro Obregón.
Als er 1949 nach Mexiko zurückkehrte, wurde er zum Brigadegeneral befördert und später zum Generalmajor. Er verlegte die Zeitschrift "La Revolución Mexicana", die Aufschluss über den damaligen bewaffneten Aufstand in Mexiko gibt.

## Veröffentlichungen
- Ardentia Verba. Prólogo de F. Villaespesa. Mérida, Talleres Gráficos A. Manzanilla, 1918.
- Al correr de la pluma. México, Editorial Andrés Botas e hijo, 137 pp., 1922
- El combate del Cañón de Corona, México ,  55 p.. 1923.
- Liberación, de Roque Estrada. RM., p. 89. September 1934,
- Diccionario Tabasqueño,
- Desde la Tribuna Roja
- El Porvenir de la América Latina
- Reos sin pena